# Dobsonia peronii
Dobsonia peronii is een vleermuis uit het geslacht Dobsonia die voorkomt op de Kleine Soenda-eilanden (Bali, Nusa Penida, Lombok, Moyo, Sangeang, Komodo, Soembawa, Rinca, Flores, Lembata, Pantar, Alor, Wetar, Babar, Timor, Sematu, Roti, Savoe en Soemba) van Indonesië en Oost-Timor. De meest westelijke populaties worden tot een aparte ondersoort, D. p. grandis Bergmans, 1978, gerekend. Soms wordt ook de populatie op Soemba als een aparte ondersoort (D. p. sumbana K. Andersen, 1909) gezien. D. peronii wordt vaak gezien als de enige soort van de D. peronii-groep, maar soms worden ook de soorten van de D. viridis-groep (zoals D. viridis en D. praedatrix) tot de peronii-groep gerekend. De leden van die groep verschillen in de vorm van het rostrum.
Net als de soorten uit de viridis-groep heeft D. peronii een grotendeels groenachtige vacht. De bovenkant van het hoofd is olijfbruin. De extremiteiten (oren, neus, voeten en vleugels) zijn donkerbruin tot zwart. De kop-romplengte bedraagt 154 tot 186 mm, de staartlengte 21 tot 31 mm, de voorarmlengte 108,6 tot 118,8 mm, de oorlengte 26 tot 29 mm, de vleugelspanwijdte 747 tot 827 mm en het gewicht 164 tot 340 g.
Dobsonia anderseni · Dobsonia beauforti · Dobsonia chapmani · Dobsonia crenulata · Dobsonia emersa · Dobsonia exoleta · Dobsonia inermis · Dobsonia magna · Dobsonia minor · Dobsonia moluccensis · Dobsonia pannietensis · Dobsonia peronii · Dobsonia praedatrix · Dobsonia viridis